# Ricardo Divila
Ricardo Ramsey Divila, também conhecido como Richard Divila (São Paulo, 30 de maio de 1945 – Magny-Cours, 25 de abril de 2020), foi um projetista automobilístico brasileiro.

## Biografia
Paulista de nascimento, formou-se em engenharia pela Faculdade de Engenharia Industrial em São Paulo, participou da criação e foi o principal técnico responsável pelos carros de Fórmula 1 da Equipe Copersucar - Fittipaldi, seja com projetista ou Diretor técnico.
Foi responsável pelo projeto do FD01, primeiro carro da equipe brasileira Copersucar na Fórmula 1.
Trabalhou também nas equipes Ligier, Life e Fondmetal.
Foi técnico graduado da equipe oficial da Nissan no campeonato de turismo do Japão e colaborador ativo da equipe Pescarolo em LE MANS na categoria LMP2.

## Morte
Morreu em 25 de abril de 2020, na França, vítima de acidente vascular cerebral.